# Dąb Polski
Dąb Polski – wieś w Polsce położona w województwie kujawsko-pomorskim, w powiecie włocławskim, w gminie Włocławek.
W latach 1975–1998 miejscowość administracyjnie należała do województwa włocławskiego. Według Narodowego Spisu Powszechnego (III 2011 r.) liczyła 66 mieszkańców. Jest jedną z dwóch najmniejszych miejscowości Włocławek.